# Christof Wolf

Christof Wolf (2019)

Christof Wolf (* 1963) ist ein deutscher Soziologe. Seit 1. Juli 2017 ist er Präsident des GESIS – Leibniz-Institut für Sozialwissenschaften in Mannheim und Köln.
Wolf studierte Soziologie, Volkswirtschaftslehre, Wirtschafts- und Sozialgeschichte sowie Statistik an der Universität Hamburg. 1996 wurde er an der Universität zu Köln zum Dr. rer. pol. promoviert und habilitierte sich dort 2003 im Fach Soziologie. Von 2004 bis 2015 war Wolf wissenschaftlicher Leiter der Abteilung „Dauerbeobachtung der Gesellschaft“ bei GESIS. 2009 wurde er auf die Professur für Sozialstrukturanalyse an der Fakultät für Sozialwissenschaften der Universität Mannheim berufen. Wolf leitete GESIS bereits seit 2015 kommissarisch. In der der Leibniz-Gemeinschaft war er zunächst von 2019 bis 2021 Sprecher der Sektion B; ein Amt, das er 2024 erneut übernommen hat.
Seit 2020 ist er Sprecher des Konsortiums KonsortSWD in der Nationalen Forschungsdateninfrastruktur und seit 2021 Mitglied des Wissenschaftlichen Senates der Nationalen Forschungsdateninfrastruktur.
Wolfs Forschungsschwerpunkte sind Datenerhebung und Datenanalyse, international vergleichende Strukturanalyse, Religion in modernen Gesellschaften sowie Gesellschaft und Gesundheit.